# Esperia (nome)
Esperia  è un nome proprio di persona italiano femminile.

## Varianti
- Femminili: Espera[2]
  - Alterati: Esperina[1]
- Maschili: Esperio[1][2], Espero[1][2]
  - Alterati: Esperino[1]

### Varianti in altre lingue
- Catalano: Hespèria[3]
- Greco antico: Ἑσπερια (Hesperia)[1]
  - Maschili: Ἕσπέριος (Hesperios)[1]
- Latino: Hesperia[1]
  - Maschili: Hesperius[1]
- Spagnolo: Hesperia[3], Esperia[4]

## Origine e diffusione
Deriva, tramite il latino Hesperia, dal greco antico Ἑσπερια (Hesperia), basato su ἑσπέρα (hespera, "occidente", "luogo dove tramonta il sole", e quindi "sera"); questo nome venne usato dagli antichi Greci, come poi anche dai Romani, per indicare le terre poste ad occidente della Grecia, ossia l'Italia e la penisola iberica. Hesperius divenne di conseguenza un soprannome etnico, e poi un nome personale, riferito a persone provenienti da tali luoghi.
La diffusione del nome in Italia è dovuta in parte al culto di vari santi, in parte a ragioni ideologiche e patriottiche, come richiamo alla società segreta Esperia fondata dai Fratelli Bandiera; negli anni settanta era frequente soprattutto al Nord e, per i diminutivi, anche al Centro. Le forme Espera ed Espero sono attestate sia con la pronuncia piana ("Espèra"), sia sdrucciola ("Èspera").

## Onomastico
L'onomastico si può festeggiare il 2 maggio in onore di sant'Espero o Esuperio, martire con la moglie Zoe e i figli Ciriaco e Teodulo ad Antalya sotto Adriano, oppure il 22 giugno in ricordo di sant'Esperio, vescovo di Metz nel VI secolo.

## Persone
- Esperia Sperani, attrice e insegnante italiana

### Variante Hesperia
- Hesperia, attrice italiana